# Ballmastrz: 9009
Ballmastrz: 9009 (ボールマスターズ: 9009) é uma sitcom de animação adulta criada pelo animador e dublador Christy Karacas. Estreou em 9 de abril de 2018, no bloco de programação noturna Adult Swim do Cartoon Network e foi produzido pela Titmouse, Inc. e Williams Street. A série é estrelada pela atriz Natasha Lyonne como a voz de Gaz Digzy, um astro do esporte em um futuro distópico onde a humanidade é saciada por um esporte violento conhecido simplesmente como "O Jogo". A série é caracterizada pela iconografia no estilo anime, humor negro descontrolado e valor de choque.
Em julho de 2019, o programa foi renovado para uma segunda temporada, que estreou em 24 de fevereiro de 2020. Um especial intitulado Ballmastrz: Rubicon foi ao ar em 20 de fevereiro de 2023. O especial continua onde o último episódio termina, foi produzido pela PFFR e animado pelo Studio 4°C. O especial tem um estilo de anime mais tradicional do que a série e tem como objetivo servir como um garfo que possivelmente levará a temporadas futuras. Em outubro de 2023, nenhum novo episódio estava em desenvolvimento no Adult Swim, embora os planos possam mudar no futuro.

## Premissa
Em um mundo pós-apocalíptico devastado por uma série de devastadoras "Rad Wars", um homem misterioso chamado Crayzar cria um esporte parecido com roller derby conhecido como "The Game", no qual dois times tentam marcar mais pontos que o outro usando uma bola. Durante a partida, os jogadores podem ser "mortos" (ou seja, teletransportados para uma área de espera para serem revividos após receberem ferimentos letais) para serem retirados da partida. A série acompanha Gaz Digzy, o ex-capitão do melhor time do jogo, The Boom Boom Boys, que é rebaixado para jogar no pior time do jogo, The Leptons. A única maneira de voltar ao topo é, de alguma forma, levar esses desajustados patéticos e 'perdedores definitivos' à vitória.
À medida que a série avança, O Jogo é lentamente esclarecido. Inicialmente um esporte violento mal explicado entre dois times com bolas, ele evoluiu para uma competição muito simples, onde cada time tenta marcar gols com sua respectiva bola, sendo os gols pequenas marcas do tamanho de uma bola em lados opostos da área de jogo onde a bola está fixada. As bolas em si são antropomórficas e inteligentes, e suas personalidades são semelhantes ao tema inspirado no anime de cada equipe.
A premissa é possivelmente inspirada no filme Rollerball de 1975, que detalha uma sociedade corporativa distópica futurista onde o violento jogo Rollerball é o principal esporte recreativo do mundo.

## Elenco e personagens

### Principais
- Natasha Lyonne como Gaz Digzy, uma atleta estrela mestiça em "The Game" e ex-capitã dos Boom Boom Boys, que arruinou a própria carreira por puro tédio e, posteriormente, se viu sem equipe, ganhando peso e sendo difamada por várias doenças. Ela é uma ex-jogadora desbocada e alcoólatra, cuja única esperança é se juntar aos Leptons e recuperar sua glória. Embora Ace Ambling, o jovem jogador principal dos Leptons, a admire, ela geralmente o ridiculariza, mas aos poucos começa a apreciar a avaliação que ele faz dela. Apesar de estar constantemente bêbada, ela demonstra ter muito conhecimento no Jogo e, ocasionalmente, demonstra competência e habilidades de trabalho em equipe. No final da 1ª temporada, ela se anima com os Leptons e decide ficar como sua nova capitã. Na 2ª temporada, o nome completo de Gaz é revelado como Gazmerelda Digzfield, filha do magnata da mineração lunar Rupert T. Digzfield IV, e também é revelado que ela se tornou uma jogadora do Jogo como forma de se vingar de sua família biológica tensa. À medida que a série avança, ela se torna mais sociável, feliz e responsável devido ao tempo que passa com os Leptons, particularmente Ace, que traz o melhor dela devido à sua fé inabalável e crença nela. Perto do final da 2ª temporada, ela começou a voltar à forma e decidiu treinar sóbria e se tornar limpa. Para mostrar seu crescimento como pessoa, ela se tornou altruísta e estava disposta a abrir mão da fama e fortuna de sua família, renegando seu pai para voltar a liderar os Leptons mais uma vez, e declarou que sua verdadeira família são os Leptons, que realmente a amavam e a aceitavam como ela é e lhe deram o senso de pertencimento que ela nunca teve em toda a sua vida.
- Jessica DiCicco como Ace Ambling, um órfão de 12 anos e o jogador principal dos Leptons. Ele é inteligente, alegre e otimista, mas pode perder a paciência quando as coisas não saem como planejado. Ele admira Gaz e, embora pareça alheio à indiferença dela, acaba percebendo suas falhas e tenta extrair o melhor dela. Apesar de seu comportamento alegre, ele frequentemente se sente negligenciado ou menosprezado pela equipe. Ace é revelado como descendente dos Mestres de Bola que lutaram nas Guerras Radicais; ele pode se tornar um ao se fundir com Babyball e pode mudar de forma enquanto faz isso.
  - DiCicco também interpreta Duleena "Dee Dee" Duneeda, uma garota com estilo de anime da equipe. Ela tem um humor variável, alternando entre ser mansa e atenciosa e enfurecida e violenta, geralmente quando provocada. Ela também demonstra uma queda por Leto e se irrita quando ele tenta minimizar sua relação com ela. Ela é uma ex-caçadora de vampiros e, portanto, possui um vasto conhecimento sobre ocultismo.
- Dana Snyder como Babyball, um grosseiro e cínico jogador do Jogo, semelhante a Gaz Digzy, que menospreza seu próprio time e deseja jogadores melhores. No entanto, ele pode acessar uma habilidade especial quando emparelhado com Ace, de quem não gosta devido à sua alegria; ele começa a se aproximar de Ace e eventualmente o chama de amigo. Apesar disso, Babyball é egoísta, presunçoso e zomba de seus companheiros de equipe de qualquer maneira.
  - Snyder também dá voz a Stinkfinger, um dedo decepado vivo que fede e faz parte do time rival, os Murderous Misfits..
- Eric Bauza como Flypp Champion, Um coto de corpo com um capacete de "privação sensorial" com pontas. Um verdadeiro guerreiro, Flypp precisa confiar em seu umbigo para realizar certas tarefas. Apesar de alegar ter habilidades incríveis, o que ele sem dúvida tem, ele ainda parece bastante inútil e é normalmente ignorado com facilidade por outros jogadores. Aparentemente, ele já foi um grande defensor dos inocentes, mas, após uma série de regimes de treinamento, optou por se simplificar e concentrar toda a sua energia em seu Umbigo, um grande cordão umbilical que se estende do umbigo. Flypp é turbulento, mas também egoísta, imaginando-se um guerreiro poderoso apesar de seus frequentes fracassos. Embora seu nome seja oficialmente escrito "Flypp", alguns materiais promocionais e do programa o escrevem como "Flipp".
- Dave Willis como Leto Otel, um membro letárgico e pessimista dos Leptons. Ele não tem a motivação e a destreza necessárias para ser um jogador eficaz e não parece interessado no Jogo, a ponto de não se abalar com ferimentos fatais. Ele cita poesia e, às vezes, parece inteligente. Enquanto Dee Dee demonstra abertamente afeição por ele, Leto reluta em retribuir. Às vezes, ele se mostra triste, mais do que o normal, quando Dee Dee o deixa brevemente.
- Christy Karacas como Crayzar, o governante do Consórcio que criou o Jogo para agradar a humanidade. Ele sobreviveu às Guerras Radicais e deu vida a todas as bolas do jogo, que foram originalmente usadas como armas nas guerras. Ele aparentemente admira os Leptons, mas após a fusão de Ace e Babyball, pode ter segundas intenções. Sua espécie é desconhecida, enquanto em "Wish You Upon A Spore" é mencionado que ele é um ciborgue semideus quase imortal. No especial Rubicon, é revelado que Crayzar é de uma raça de semideuses conhecida como Saytars, cujo verdadeiro nome é Gold Saytar, e que ele foi contra sua missão designada de encontrar o "Diário Cosmo" ao enganar toda a Terra para adorá-lo como um deus através do Jogo.
  - Karacas também interpreta Aboo Buvu, uma bola de óculos escuros do The Game, que relata as notícias e atua como moderador do Jogo. Em alguns materiais produzidos para o programa, ele é chamado de Blabberball.
- Christopher McCulloch como vários personagens.

Os Leptons também incluem dois personagens que não têm dubladores, mas são proeminentes: Lulu, uma alienígena verde covarde parecida com um macaco, e Bob, um pequeno grey que parece inútil e geralmente apanha mais.

### Convidados
- Norman Reedus como Bacchus LaBrute, o greaser de pele azul, líder de uma gangue de motoqueiros chamada Middle Fingers, que são alienígenas ciborgues que vivem em terras devastadas.
- Stephanie Sheh como Luna, a líder do time estilo Sailor Moon, as Ashigari Princesses, e uma antiga rival de Gaz que quer roubar o segredo da formação Ballmaster.
  - Sheh também interpreta Rudy Drax, um garoto albino sem membros que idolatra Flypp Champion.
- Mike O'Gorman como Buddy Marinara, o técnico hipócrita dos Leptons que está sempre procurando uma maneira de explorar a nova fama de seu time.
  - O'Gorman também interpreta o lojista de um abrigo de animais onde Ace trabalha como voluntário.
- Jo Firestone como Ace's Robotic Mother, uma robô disfarçada de mulher bem-vestida que adota Ace.
- Rachel Dratch como Blab, um parasita falante de DST, parecido com um verme, que cresce no estômago de Gaz.
- Cree Summer como Obah Wexley, uma alienígena de pele azul, parecido com Oprah Winfrey, que atua como apresentadora de talk show.
- Doc Hammer como Milky van Montebag, um gerente loiro que tenta lucrar com a fama de Ace.
  - Hammer também interpreta o mordomo mecha na mansão de Rupert.
- Ed Asner como Rupert T. Digzfield IV, o rico pai de Gaz e fundador da Digzfield Lunar Drilling Corporation.
- Joshua Henry[11] como Demon Saytar, pai de Crayzar.
- Timothy Levitch como Tyetaynus, irmão mais novo de Crayzar.

## Episódios

### Temporada 1 (2018)
| N.º geral | N.º na temp. | Título                                                                                           | Escrito por                                                   | Co-storyboarded by      | Exibição original   | Audiência (milhões) |
| --- | ------------ | ------------------------------------------------------------------------------------------------ | ------------------------------------------------------------- | ----------------------- | ------------------- | ------------------- |
| 1 | 1            | "A Shooting Star Named Gaz Digzy Falls Fast & Hard!"                                             | Christy Karacas                                               | Mike Carlo              | 9 de abril de 2018  | 0.812               |
| Num futuro distante, após as Guerras Radicais, o grande Crayzar cria um novo esporte chamado "O Jogo" para que o mundo possa viver em paz. Um time notório conhecido como Leptons é o pior, mas seu membro mais jovem, um órfão chamado Ace, tenta se manter otimista em relação à vitória. Enquanto isso, Gaz Digzy, um famoso membro dos Boom Boom Boys, cansou de sua fama e decide festejar intensamente, resultando em sua prisão, reabilitação, expulsão do time e uma severa muffin-top. Crayzar a convida para se juntar aos Leptons e promete a ela devolver seu time se ela vencer uma partida com eles, para seu desgosto. |              |                                                                                                  |                                                               |                         |                     |                     |
| 2 | 2            | "With the Burning Spirit of Teamwork in Her Heart!"                                              | Adam Modiano                                                  | Mike Carlo              | 9 de abril de 2018  | 0.773               |
| Ace fica radiante com a chegada de Gaz aos Leptons, já que é fã dela, mas ela os repreende e os despreza por suas habilidades fracas. Babyball, o membro da equipe, apresenta a Gaz a perspectiva de trabalharem juntos para deixar o time. Enquanto os Leptons lutam contra os Desajustados Assassinos, Gaz e Babyball intencionalmente machucam sua equipe, irritando e perturbando Ace, que insulta Gaz. Irritada com o insulto, ela, por sua vez, joga Babyball com tanta força que ele e Ace se fundem e eliminam o time adversário, mas acidentalmente marcam no outro gol. Mesmo assim, o público fica encantado com o acontecimento e Ace abraça um Gaz irritado. |              |                                                                                                  |                                                               |                         |                     |                     |
| 3 | 3            | "Very Special Balls!"                                                                            | Scotty Landes, Adam Modiano, Andrew Reuland & Christy Karacas | Ronnie Liu              | 16 de abril de 2018 | 0.702               |
| Após a fusão bem-sucedida, chamada de Mestre das Bolas, Buddy Marinara, o empresário dos Leptons, faz Ace e Babyball desafiarem Xythryll, uma chinchila mutante que reside em uma fábrica abandonada. Gaz, mais uma vez, menospreza os dois por não saberem como se fundir, então eles decidem ir ao encontro de Crayzar. Crayzar revela que, anos atrás, os Mestres das Bolas lutavam durante as Guerras Radicais. Quando a guerra terminou, Crayzar coletou as bolas restantes e as transformou em bolas de jogo, acreditando que o tempo dos Mestres das Bolas havia acabado. Ele diz a eles que Ace e Babyball precisam sincronizar suas personalidades. Eles conseguem, mas acidentalmente liberam Xythryll, irritando o público.                                        |              |                                                                                                  |                                                               |                         |                     |                     |
| 4 | 4            | "To Catch a Princess"                                                                            | Ben Coccio                                                    | Ronnie Liu              | 16 de abril de 2018 | 0.638               |
| Ace é viciado no videogame "To Catch a Princess". Durante uma partida, ele conhece Luna, que se oferece para encontrá-lo pessoalmente no Parque Memorial Rad Wars. Ele leva Babyball com ele, já que seu avatar se parece com os dois juntos, mas Luna acaba sendo a líder do time rival, as Princesas Ashigari, que as ameaçam para que revelem seu segredo para se tornarem Mestres de Bola. A própria Gaz se vicia no jogo e esquece Ace e Babyball até que Leto a informa. Os Leptons chegam e resgatam Ace e Babyball, que se fundem e derrotam Luna e sua equipe. Após comemorar a vitória, Ace, tristemente, "liberta" Luna de seu jogo. |              |                                                                                                  |                                                               |                         |                     |                     |
| 5 | 5            | "Breathe Deep to Win! Teamwork Cuts Through the Foul Odor of Obsession!"                         | Scotty Landes                                                 | Ronnie Liu              | 23 de abril de 2018 | 0.729               |
| Os Leptons são atingidos por uma bomba de fedor que arruína a noite deles. Gaz revela que a bomba veio de um fã dela chamado Dieter, que ficou tão obcecado por ela que os Boom Boom Boys o jogaram em uma usina de energia, transformando-o em um ser fedorento. Após serem atingidos por mais bombas de fedor, Gaz contrata o Dedo Fedorento dos Desajustados Assassinos para ajudá-los a se aclimatarem ao fedor. Eles finalmente enfrentam os Filhotes, usam sua imunidade a fedor a seu favor e eliminam Dieter, que estava assistindo. Enquanto os Leptons conseguem fazer um ponto, o jogo é cancelado devido ao excesso de fedor. Crayzar assiste ao resultado intrigado e os Leptons se dão banho.                                                                   |              |                                                                                                  |                                                               |                         |                     |                     |
| 6 | 6            | "Honor! Money! Swords! Dongs! Ultimate Gaz Boom Boom Rookie Card Battle Begin! Fight!"           | Ben Coccio                                                    | Ronnie Liu              | 23 de abril de 2018 | 0.651               |
| No Dia do Holo-Card, os Leptons ganham novos Holo-Cards, incluindo um Gaz de ressaca. Quando Ace revela que possui um raro Gaz Boom Boom Rookie Card, que notoriamente parece que ela está prestes a fazer um boquete, Gaz revela que comprou todos os cards restantes e os deixou com seu ex, o criminoso Jojo Cracko. Devido ao seu valor, Gaz, Ace e Babyball vão até sua propriedade e lutam contra o chefe de segurança, Yukioi, e vários robôs. Jojo revela que vive com medo de Gaz, tendo imposto uma ordem de restrição contra ela, e devolve os Holo-Cards com Gaz realmente elogiando Ace pela primeira vez. No entanto, Gaz descobre no noticiário que seu novo card é tão constrangedor quanto o antigo.                                                         |              |                                                                                                  |                                                               |                         |                     |                     |
| 7 | 7            | "Leather Passions! 2 Hearts, 2 Wheelz, Infinite Roadz. Ride Now!"                                | Andrew Reuland                                                | Ronnie Liu & Mike Carlo | 30 de abril de 2018 | 0.697               |
| Enquanto viajam pelo deserto, os Leptons param para reabastecer e acidentalmente perturbam uma gangue de motoqueiros chamada Dedos do Meio. O grupo se envolve em uma briga e Dee Dee demonstra um comportamento violento que impressiona seu líder, Bacchus LaBrute. Quando Leto nega que Dee Dee seja sua namorada, ela o "larga" com raiva e decide ficar com os Dedos do Meio. Leto admite que se sente vazio sem Dee Dee e os Leptons o fazem confrontar Bacchus, que o desafia para uma corrida de moto. Ace e Babyball se fundem em uma motocicleta, Leto corre contra Bacchus e o derrota. Quando ele tenta matar Leto, Dee Dee o ajuda e se junta aos Leptons, com Leto querendo ir com calma.                                                                       |              |                                                                                                  |                                                               |                         |                     |                     |
| 8 | 8            | "Hunger Cramps on the Playing Field of Friendship"                                               | Adam Modiano                                                  | Ronnie Liu              | 30 de abril de 2018 | 0.633               |
| Após perderem para os Chuchu Chums, os Leptons rapidamente abandonam Ace após ele sugerir se voluntariar no abrigo de animais. Ace pega um pouco de B.E.H.O. para os animais, mas esconde na boca, comendo-o acidentalmente. Ele acaba gostando e se vicia em comer B.E.H.O. sem parar, especialmente depois que Gaz o abandona novamente. Ace rapidamente desconta suas frustrações nos Chuchu Chums e os Leptons descobrem o vício de Ace. Ace começa a se transformar em um monstro horrível e engole sua equipe. Enquanto está lá dentro, Gaz admite a Ace que eles são seus amigos e promete ir ao abrigo de animais com ele. Ace volta ao normal e os Leptons, relutantemente, admitem.                                                                                 |              |                                                                                                  |                                                               |                         |                     |                     |
| 9 | 9            | "Chaste Wing of the Cold Turkey vs. Flaming Fist of Indulgence!"                                 | Andrew Reuland                                                | Ronnie Liu              | 7 de maio de 2018   | ASD                 |
| Gaz decide finalmente perder sua barriga de cerveja, então Babyball faz uma aposta com ela, se Gaz ganhar, ele costura sua boca fechada, mas se ele ganhar, Gaz deve correr nua. Gaz faz Flypp treiná-la para que ela possa recuperar seu abdômen. Durante seu treinamento, Babyball consegue um patrocínio com Offal Ale para despistar Gaz, resultando em uma aposta paralela, ela ficará sóbria até o dia do jogo e Babyball será sua serva por um mês. Gaz trapaceia em seu treinamento e estuda os pergaminhos de Flypp. Embora isso pareça funcionar no início, ela perde seu abdômen e decide salvar a cara correndo nua. Os Leptons perdem, mas Gaz estava sóbria, então Babyball perde a aposta paralela e acaba sendo sua serva, perdendo o patrocínio no processo. |              |                                                                                                  |                                                               |                         |                     |                     |
| 10 | 10           | "Strength Through Song; Brotherhood Through Blood; Redemption Through Rage. Sing, Fallen Angel!" | Christy Karacas, Adam Modiano & Scotty Landes                 | Ronnie Liu              | 7 de maio de 2018   | ASD                 |
| Os Leptons gravam um rap para o último jogo contra o antigo time de Gaz, os Boom Boom Boys. Sentindo-se humilhada, Gaz pega a gravação e afoga as mágoas em um bar. Ela encontra seus antigos companheiros de equipe e vai embora frustrada, deixando a gravação cair no chão. Quando os Boom Boom Boys ouvem a música, decidem "ajudá-la" tocando para eles no jogo. Gaz retorna aos Leptons com o time se preparando para a derrota. No entanto, quando os Leptons ouvem a música, pensam que Gaz estava, na verdade, recebendo ajuda deles e, de repente, ganham um impulso de confiança que os faz finalmente vencer o primeiro jogo por um ponto. Crayzar oferece a Gaz um novo time, mas ela pede uma cerveja.                                                          |              |                                                                                                  |                                                               |                         |                     |                     |

### Temporada 2 (2020)
| N.º geral | N.º na temp. | Título                                                                                                 | Escrito por                                    | Storyboard por                                            | Exibição original       | Audiência (milhões) |
| --- | ------------ | --- | ---------------------------------------------- | --------------------------------------------------------- | ----------------------- | ------------------- |
| 11 | 1            | "Infinite Hugs: Cold Embrace of the Bloodless Progenitors!"                                            | Adam Modiano                                   | Ronnie Lu, Miyako Molinelli & Christy Karacas             | 24 de fevereiro de 2020 | 0.612               |
| Após a vitória, os Leptons entram em uma sequência de sucessos e recebem inúmeras cartas de fãs (algumas das quais são fotos de pênis). Ace, no entanto, está triste por não ter nenhum familiar próximo com quem compartilhar suas vitórias. Para tirá-lo da depressão, Gaz e Babyball criam dois robôs que fingem ser seus pais há muito perdidos. O resto da equipe concorda relutantemente, enquanto Ace passa o dia feliz com seus "pais", que aos poucos começam a se preocupar com seu corpo facilmente lesável. Os pais robôs levam Ace para um armário de manutenção e anunciam seu plano de convertê-lo. O resto dos Leptons ouve seus gritos e corre para salvá-lo. Apesar disso, Ace não quer matar seus "pais", mas é forçado a fazê-lo como Mestre de Bolas. Ele admite que os Leptons são sua família agora. |              | |                                                |                                                           |                         |                     |
| 12 | 2            | "Shameful Disease of Yackety Yack! Don't Talk Back! Be Silenced Forever!"                              | Christy Karacas & Andrew Reuland               | Ronnie Lu, Miyako Molinelli & Christy Karacas             | 24 de fevereiro de 2020 | 0.535               |
| De repente, Gaz desenvolve uma pequena cabeça de brincadeira saindo de sua barriga, chamada Blab, que aparentemente é uma doença sexualmente transmissível. Ela precisa aparecer no programa de Obah Wexley no dia seguinte e consultar um médico, que se revela ser Crayzar. Ele diz que precisam alimentar Blab com uma raiz especial para se livrar da doença. Ace e Babyball voam para buscá-la e alimentá-la a tempo para o programa, mas a raiz precisa ser digerida. Gaz veste um vestido de uma peça para esconder Blab, que ainda fala. Ela usa a meia de Leto para criar um fantoche chamado "Pequena Gaz" e explica que está tentando desabafar suas emoções negativas. Embora pareça um desastre, Obah anuncia que a participação de Gaz como convidada foi um sucesso. Os Leptons comemoram, mas Gaz se recusa a revelar com quem dormiu enquanto Blab morre.                                                          |              | |                                                |                                                           |                         |                     |
| 13 | 3            | "Big Boy Body, Bigger Baby Boy Heart! Can You Endure the Pain of Love? Babyball, Discover It Now!"     | Jimbo Matison                                  | Ronnie Lu, Miyako Molinelli & Christy Karacas             | 2 de março de 2020      | 0.460               |
| Babyball deseja solenemente ter um corpo e Crayzar realiza seu desejo, dando-lhe um corpo grande e musculoso. Isso faz com que Babyball se torne mais simpático e jovial com todos, pois agora tem um coração. No entanto, rapidamente fica claro que isso enfraquece sua habilidade em campo, ironicamente fazendo com que Ace se torne mais severo e irritado com ele. Gaz leva Babyball a um bar para fortalecê-lo, mas a tentativa falha estrondosamente. Durante outra partida, todo o time é eliminado e Ace e Babyball se fundem em Ballmaster, com este último "pendurado... como um saco gigante". Babyball se decapita para que eles possam jogar corretamente e vencer a partida. Crayzar informa Babyball que compartilha seu coração com Ace, que é seu melhor amigo. Babyball nega, insulta Ace e leva o time para o bar, com Crayzar confortando Ace.                                                                |              | |                                                |                                                           |                         |                     |
| 14 | 4            | "Children of the Night Serenade Wet Nurse of Reprisal; Scream, Bloodsucker, Scream!"                   | Andrew Reuland                                 | Ronnie Lu, Miyako Molinelli, Christy Karacas & Seth Brady | 2 de março de 2020      | 0.402               |
| Gaz está em um bar e se envolve com um homem chamado Bergdorf Sanguine, que se revela um vampiro. Mais tarde, ela tenta sugar o sangue de Ace para "o mestre", mas é impedida pelo resto dos Leptons. Bergdorf retorna e leva Gaz embora. Dee Dee revela que é uma ex-caçadora de vampiros, ou melhor, exterminadora de pragas, quando tenta pagar seus empréstimos estudantis. Ela, Ace e Babyball partem para lutar contra Bergdorf e seu exército de monstros, o que conseguem fazer de forma espetacular como Mestre do Baile. Gaz se torna empregada de Bergdorf e é forçada a limpar a sujeira dele. Dee Dee e Ace conseguem falar com Gaz, que sai de sua hipnose e, juntas, matam Bergdorf. Depois, Dee Dee, furiosa, diz a Gaz para parar de se envolver com figuras sombrias em bares enquanto está bêbada, e Gaz, bêbada, concorda, convidando mais homens para sair.                                                    |              | |                                                |                                                           |                         |                     |
| 15 | 5            | "When You Wish Upon a Spore"                                                                           | Ben Coccio                                     | Ronnie Lu, Miyako Molinelli & Christy Karacas             | 9 de março de 2020      | 0.553               |
| Os Leptons precisam trabalhar com o Programa dos Desejos, recebendo a visita de um garoto chamado Rudy Drax, que sofre com a perda de apêndices. Ele idolatra Flypp, mas o insulta insensivelmente, ativando os sensores de sensibilidade no estádio (e confundindo Gaz e Babyball, que se perguntam por que eles nunca os ativaram). Crazyar teletransporta Flypp para um treinamento de sensibilidade por meio de cenários virtuais, mas ele se mostra um babaca. Enquanto isso, Rudy vê o quarto de Flypp e absorve seus apêndices, antes de derrotar os Leptons com raiva. Quando Flypp é colocado em um cenário final que altera a realidade, ele retorna e finalmente se desculpa por seu comportamento, fazendo com que Rudy imploda. Os Leptons ficam confusos, pois Rudy era real e não uma simulação. O cenário virtual rasgou um tecido no tempo e acidentalmente desintegrou Rudy, para horror de Crayzar e sua equipe. |              | |                                                |                                                           |                         |                     |
| 16 | 6            | "Can't Stand the Heat? Ultimate Kitchen Technique! Finish Them, Warrior Bard!!"                        | Andrew Reuland                                 | Ronnie Lu, Miyako Molinelli, Christy Karacas & Seth Brady | 9 de março de 2020      | 0.479               |
| Após vencerem mais uma partida, todos os Leptons tomam drogas alucinógenas, exceto Ace, que é muito jovem. Todos sentem fome, então Leto prepara sanduíches de queijo grelhado para o time. Para espanto de todos, os sanduíches são incríveis e eles sugerem que ele participe do outro programa de Crayzar, "Gourmet Gamers". Leto recusa, com medo de passar vergonha. Mesmo assim, Dee Dee diz a Leto que ele precisa se fortalecer e o inscreve no programa, deixando-o completamente fora de sua zona de conforto. Enquanto seus colegas chefs brigam, Leto se vê envolvido em uma série de tarefas humilhantes, para a diversão de todos. Leto finalmente consegue forças para terminar graças ao apoio de Dee Dee. Seu sanduíche parece queimado e intragável, mas Leto acaba vencendo quando os jurados ficam sem palavras, graças às drogas.                                                                              |              | |                                                |                                                           |                         |                     |
| 17 | 7            | "Defective Affection?! Dodge the Wayward Strikes of Cupid's Calamitous Quiver!"                        | Adam Modiano                                   | Ronnie Lu, Miyako Molinelli, Christy Karacas & Ray Alma   | 16 de março de 2020     | 0.592               |
| Quando Gaz e Dee Dee veem Bob dando uma flor para Lulu, eles presumem que os dois estão apaixonados e decidem bancar os cupidos. Eles embelezam Lulu e marcam um encontro para ela com Bob. Os outros Leptons aparentemente tiveram a mesma ideia, tentando dar conselhos a Bob. As coisas saem do controle quando Gaz e Dee Dee tentam se mudar para lugares diferentes para que os dois possam estabelecer um romance. Ao ver Gaz e Dee Dee trabalhando juntos, Leto começa a presumir que os dois estão em um relacionamento. Eventualmente, Lulu se cansa de ouvir os conselhos de Gaz e Dee Dee, bem como suas discussões, e decide ser ela mesma, o que resulta em ganhar uma plateia e acidentalmente destruir uma boate. Mais tarde, Gaz e Dee Dee percebem que Bob estava apenas devolvendo a flor para Lulu depois que ela a deixou cair. Eles então decidem espionar Bob.                                                |              | |                                                |                                                           |                         |                     |
| 18 | 8            | "Dance Dance Convolution?! Egos Warped by the Hair Gel of Hubris! Atonement, Now!!"                    | Christy Karacas, Adam Modiano & Andrew Reuland | Ronnie Lu, Miyako Molinelli & Christy Karacas             | 16 de março de 2020     | 0.524               |
| Os Leptons são abordados por Milky van Montebag, um gerente chamativo que se oferece para pagá-los. Ele começa a enfatizar a inocência de Ace e logo a Acemania toma conta do Consórcio. Os demais Leptons ficam irritados com a fama recém-adquirida de Ace, que leva Gaz a confrontá-lo. Ela revela que já fez parte de uma família rica e se juntou ao Jogo em busca de diversão. Os gerentes se aproveitaram dela e ela se envolveu com drogas, o que a levou a ir para a reabilitação e ao que se tornou hoje; uma mudança da qual ela se orgulha. Ace a ignora e os Leptons o sequestram e seguem Milky até uma casa de repouso cheia de operários da espécie de Lulu. Os Leptons lutam contra Milky e seus robôs e libertam os operários. No entanto, Ace ainda nutre fortes sentimentos por sua fama, para grande desgosto da equipe.                                                                                       |              | |                                                |                                                           |                         |                     |
| 19 | 9            | "Don't Let a Big Head Give You the Championship Blues! You Can Do It, Leptons! Try Your Best to Win!!" | Adam Modiano                                   | Ronnie Lu, Miyako Molinelli, Christy Karacas & Seth Brady | 23 de março de 2020     | 0.529               |
| Os Leptons se preparam para enfrentar Bad Omen, um time demoníaco, na grande final. Ace, ainda excessivamente confiante e egoísta, declara que pode derrotar o time sozinho como Mestre de Bolas, o que todos concordam, já que o time rival parece intimidador e assustador. Gaz não se orgulha muito do comportamento de Ace, mas o time se une no dia do jogo. A maioria dos Leptons é eliminada, mas Ace e Babyball se tornam Mestres de Bolas e eliminam os outros jogadores. Ele se irrita com Gaz e começa a lutar contra ela. Crayzar fala mentalmente com Gaz para que ela assuma seu papel de líder, e ela e Ace lutam, resultando em uma lesão grave. Ele recupera a razão e, juntos, conseguem derrotar o líder de Bad Omen, Vorelord, e vencer o jogo por 2 a 1. Enquanto os Leptons comemoram sua nova vitória e glória, Crayzar está satisfeito com Gaz e Ballmaster.                                                |              | |                                                |                                                           |                         |                     |
| 20 | 10           | "Onward, True Blue Friends Win Eternal; Paladin of the Heavens, Start Today!"                          | Andrew Reuland                                 | Ronnie Lu, Miyako Molinelli & Christy Karacas             | 23 de março de 2020     | 0.426               |
| Os Leptons recebem o grande troféu de Crayzar, que os elege como MVP do Ballmaster, embora Ace dê créditos a Gaz por sua inspiração. Gaz é confrontada por seu pai, Rupert T. Digzfield IV, que quer que ela retorne aos negócios da família, tendo comprado os Leptons quando ela se juntou a eles, e ameaça separar a equipe. Seis meses depois, Gaz é mimada por sua família, embora reserve um tempo para assistir aos Leptons, que continuam vencendo jogos. De repente, a cidade é atacada por alienígenas e Crayzar revela que o Jogo não era apenas para manter a paz, mas também para treinar guerreiros que defenderão a Terra e a galáxia de invasores. Gaz sai de casa, com seu pai sendo morto pelos alienígenas, e corre de volta para a cidade, onde se junta alegremente aos Leptons. A cidade é revelada como uma nave e Crazyar leva os Leptons e as outras equipes para o espaço.                                |              | |                                                |                                                           |                         |                     |

### Ballmastrz: Rubicon(2023)
| N.º geral | N.º na temp. | Título                | Escrito por                      | Co-storyboard por | Exibição original          | Audiência US (milhões) |
| --- | ------------ | --------------------- | -------------------------------- | ----------------- | -------------------------- | ---------------------- |
| 21 | 1            | "Ballmastrz: Rubicon" | Andrew Reuland & Christy Karacas | Vironica Liu      | 20 de fevereiro de 2023[d] | 0.146                  |
| Durante uma missão no espaço, a nave espacial Cosmic Super Fortress Gold Diamond é invadida por uma ameaça desconhecida, revelada como Tyetaynus, o Conquistador, que envia Crayzar ao Demônio Saytar. Descobriu-se que Crayzar mentiu para toda a humanidade através do Jogo e, ao fazê-lo, foi contra a missão de sua família de encontrar o Diário Cosmo. Ele é condenado e destituído de seus poderes. Tyetaynus oferece a Crayzar a chance de recuperar seus poderes destruindo a Terra como prova de que aprendeu a lição. Como resultado da descoberta da verdade sombria de Crayzar, todas as equipes do Jogo lhe dão as costas e começam a lutar entre si pelas cápsulas de fuga da nave, incluindo os companheiros de equipe de Gaz. Babyball lembra Crayzar do quanto ele ainda era capaz de realizar, e os dois trabalham juntos para enviar uma mensagem a Gaz, informando-a sobre o paradeiro da arma secreta de Gold Diamond. Eles conseguem encontrá-la, mas são cercados por soldados do exército de Tyetaynus antes que possam ativá-la. Tyetaynus revela o Disruptor de Ondas Quietus e ordena que Crayzar o ative e destrua a Terra. Ele tenta convencê-lo do contrário e pede desculpas aos jogadores do Jogo, explicando que criou o Jogo para manter a unidade humana e que seu amor pela Terra o impede de destruí-la. Tyetaynus ataca Crayzar, apenas para ser atacado por Gaz, que ativou o Anjo Selvagem e supera o traje mecânico de Tyetaynus com a ajuda de Ballmastr, que devolve os poderes de Crayzar. Todos retornam a Gold Diamond para tentar voltar para casa, mas Tyetaynus ainda consegue ativar o Disruptor de Ondas. Porém, antes que o laser dispare, sua nave é atacada e sugada por um Necro Mamute, uma ameaça extrema ao universo. Quanto ao próprio Tyetaynus, ele é lançado nas profundezas escuras do espaço sideral. Acreditando que a jornada pretendida por Crayzar ainda tem peso, os Leptons embarcam em uma odisseia para encontrar o Diário Cosmo. |              |                       |                                  |                   |                            |                        |

## Produção

### Desenvolvimento
Por volta de 2014, Karacas começou a trabalhar no show. Em 7 de maio de 2015, foi anunciado que o Adult Swim havia encomendado um piloto para a produção como parte de sua programação de 2015-16 de séries, pilotos e especiais de retorno. O piloto se tornaria Ballmastrz: 9009. Em 4 de agosto de 2017, foi anunciado que o Adult Swim havia encomendado uma série para a produção, composta pela primeira temporada. A série foi criada por Christy Karacas, co-criador de Superjail! e produzido pela empresa de animação Titmouse, Inc.

### Animação
A série é animada com o Adobe Animate e produzida por uma equipe de cerca de 20 animadores dos escritórios da Titmouse, Inc. na cidade de Nova York. Quando os animadores discutiam a direção artística da série, o presidente e produtor da Titmouse, Chris Prynoski, descreveu o estilo de animação do programa como "como se tivesse sido desenhado por estudantes do ensino médio tentando desenhar anime".
Para o especial Ballmastrz: Rubicon, a equipe de animação foi transferida para o Studio 4°C. Karacas afirmou que a decisão foi tomada porque ele queria que o especial "mergulhasse no mundo real do anime". Como resultado, o especial apresenta um novo estilo de arte.

### Elenco
Junto com o anúncio inicial da série, foi relatado que Natasha Lyonne foi escalada para o papel principal da série, Gaz Digzy. O elenco principal também seria completado por Dana Snyder, Dave Willis, Jessica DiCicco, Eric Bauza, Christopher McCulloch e Karacas. Os convidados incluiriam Norman Reedus, Stephanie Sheh e Mike O'Gorman.

## Marketing
Junto com o anúncio inicial da série, o Adult Swim lançou o primeiro trailer oficial da série.
Em 22 de fevereiro de 2020, o Adult Swim organizou um evento no Plaza Theatre em Atlanta, dedicado à estreia da segunda temporada da série. Durante o evento, foram transmitidos 5 episódios inéditos, seguidos de uma sessão de perguntas e respostas com o criador Christy Karacas e os dubladores Dana Snyder e Dave Willis.

## Recepção
A série recebeu críticas positivas dos críticos. Daniel Kurland do Den of Geek descreveu a série dizendo que "parece que um computador fez um speedball e o produto final é uma overdose de drogas desorientadora e defeituosa". Sean Shuman do MovieWeb disse que a série tem uma premissa simples, hiperestilização e caráter genuíno, afirmando que a série é "um show que parece um anime antigo retirado de uma fita VHS clássica, retocado com uma estética moderna e então reduzido para onze minutos".